# Order Vittorio Veneto
Order Vittorio Veneto (wł. Ordine di Vittorio Veneto) – jednoklasowe odznaczenie Republiki Włoskiej, ustanowione w 1968 roku.

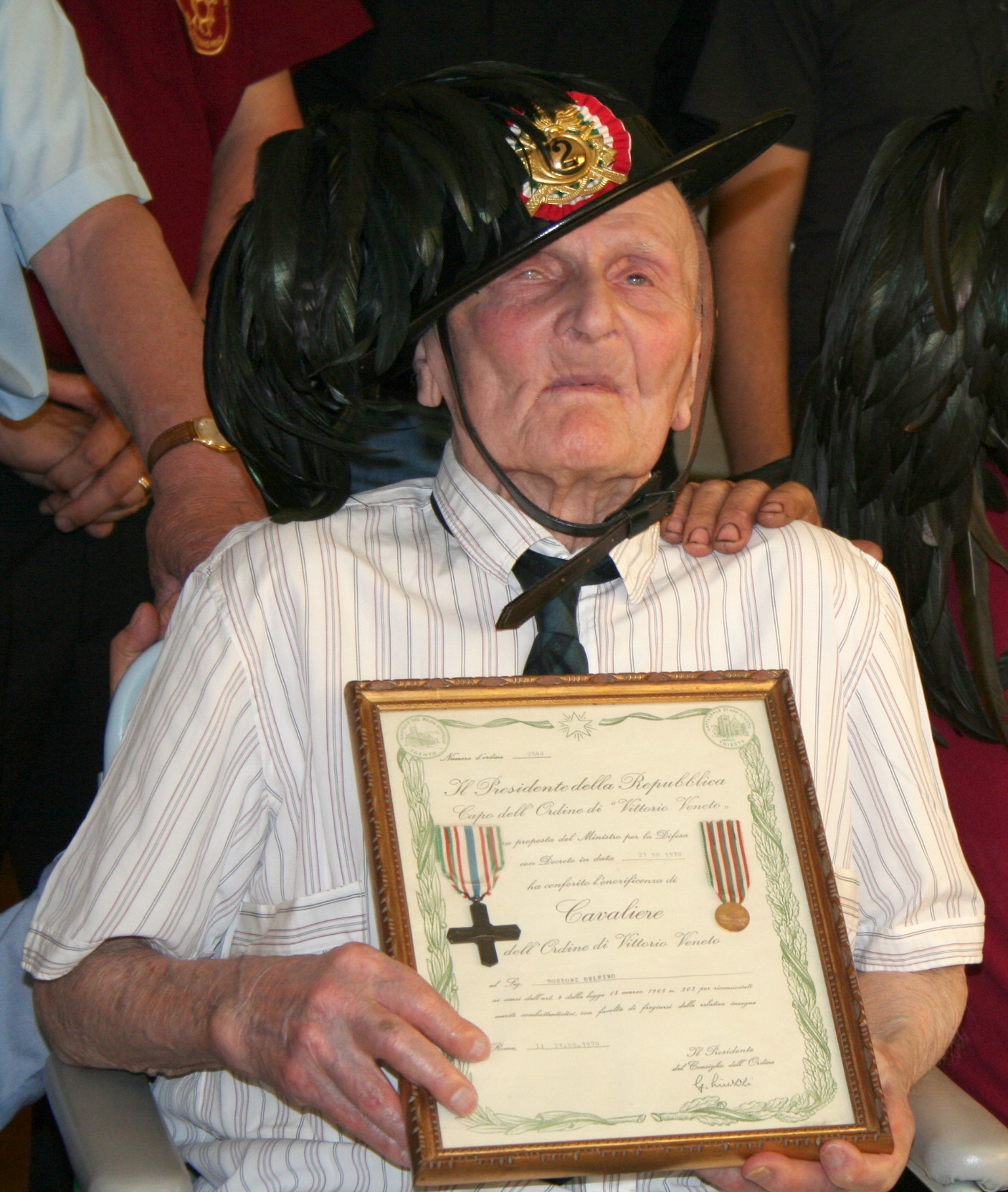
Delfino Borroni (1898–2008), odznaczony Orderem VV

## Historia i insygnia
Odznaczenie zostało ustanowione 18 marca 1968 przez prezydenta Giuseppe Saragata i jest właściwie medalem, posiadając tylko jedną klasę – kawalera (Cavaliere) – ale otrzymało status i nazwę orderu. Przeznaczone było dla weteranów I wojny światowej, którzy walczyli co najmniej 6 miesięcy w czasie tej wojny. Nazwa pochodzi od miasteczka Vittorio Veneto, pod którym w 1918 roku odbyła się kilkudniowa bitwa. Zwycięstwo armii włoskiej w tej bitwie doprowadziło do ostatecznej klęski monarchii habsburskiej.
Insygnium orderu to wykonany w brązie krzyż grecki z zakończeniami ramion w kształcie ostrza strzały, tzw. krzyż strzałkowy. Na awersie w medalionie środkowym znajduje się wyobrażenie włoskiego hełmu wojskowego z czasów I wojny światowej, a na rewersie – pięcioramienna gwiazda, otoczona napisem ORDINE VITTORIO VENETO. Ramiona krzyża są obustronnie pokryte ornamentem ze stylizowanych liści dębowych.
Order, z którym wiązała się roczna renta w wys. 60 000 lirów, noszony był na lewej piersi na białej wstążce z czterema zielonymi i czterema czerwonymi paskami oraz pojedynczym niebieskim paskiem w środku.
Wraz ze śmiercią ostatniego odznaczonego weterana I wojny światowej, Lazare Ponticelli w 2008 roku, order wygasł.
Oficjalnie order został zniesiony na mocy dekretu z dnia 15 marca 2010.
Każdorazowy Prezydent Republiki Włoskiej był Wielkim Mistrzem orderu.